# Mandeísmo
O mandeísmo (do mandeu manda, "conhecimento") é uma religião étnica classificada por estudiosos como gnóstica, remanescentes até os dias atuais. Veneram João Batista como o messias e praticam o ritual do batismo. Possuem cerca de 100 mil adeptos em todo o mundo, principalmente no Iraque. 
O mandeísmo é uma rara forma de gnosticismo contemporâneo junto com movimento de Samael Aun Weor.  Os mandeístas não consideram o mundo material como sendo maligno, não rejeitam o casamento, nem a procriação.

## Etimologia
Os mandeístas ou mandeus são assim classificados devido à etimologia da palavra manda, que na língua mandeia significa conhecimento, que em grego é o vocábulo gnosis.
Existe controvérsia sobre sua origem, se seriam de fato pré-cristãos, contemporâneos de João Batista ou de origem mesopotâmica.

## Filosofia mandeísta
A religião mandeísta tem uma visão dualística mais estrita que a maioria dos gnósticos. Ao invés de um grande pleroma (plenitude), existe uma clara divisão entre luz e trevas, onde o senhor das trevas é chamado de Ptahil (semelhante ao Demiurgo gnóstico) e o gerador da luz (Deus) é conhecido como "a grande primeira Vida dos mundos da luz, o sublime que permanece acima de todos os mundos". Quando esse ser emanou, outros seres espirituais se corromperam, e eles e seu senhor Ptahil criaram o nosso mundo.
A escritura mandeísta mais importante é o Ginza Rba, juntamente com o Qolastā. A linguagem usada por eles é o mandeu, uma subespécie do aramaico.
O rito máximo é o batismo ou masbuta, realizado todos domingo em águas correntes.
Christopher Knight e Robert Lomas referem "The Second Messiah" Arrow, 1997, pp. 140-141, que o historiador romano Flávio Josefo diz que os essênios (e portanto a Igreja de Jerusalém) acreditavam que as almas justas residiam além do oceano no Ocidente, numa região que não era assolada por tempestades de chuva, neve ou intenso calor, mas por aragens frescas. Existe uma descrição dada por um povo chamado Mandeus que viviam no Sul do Iraque desde que haviam deixado Jerusalém depois da crucificação de Jesus, por forma a fugirem às perseguições de Paulo. Estes judeus deixaram Jerusalém no 1 século d.C. e de acordo com a sua doutrina João Batista for o primeiro líder dos nazarenos e Jesus foi um líder posterior que se terá afastado dos segredos que lhe haviam sido transmitidos. Os mandeus ainda celebram o batismo no rio, têm toques particulares e têm práticas rituais que recordam as modernas fraternidades iniciáticas.